# Messier 18
Messier 18 (také M18 nebo NGC 6613) je otevřená hvězdokupa v souhvězdí Střelce. Od Země je vzdálená 4 230 ly. Objevil ji Charles Messier 3. června 1764.

## Pozorování

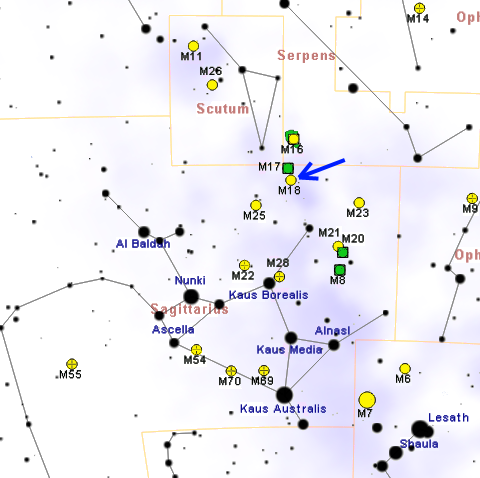
Poloha M 18 v souhvězdí Střelce

Hvězdokupa leží přibližně 4° severně od hvězdy Polis (μ Sgr) a leží v bohatém hvězdném poli, protože tímto směrem leží velká hvězdná oblaka Mléčné dráhy. Poněkud obtížně je viditelná i pomocí triedru 10x50, ale ten v ní neukáže žádné hvězdy, takže vypadá mlhavě. Dalekohled o průměru 120 až 150 mm ji zcela rozloží na jednotlivé hvězdy a její mlhavý vzhled se tím ztratí. Její hvězdy jsou 8. až 12. magnitudy a mají bělavý odstín.
Poblíž hvězdokupy se nachází mnoho dalších objektů Messierova katalogu, například 1° severně leží mlhovina Omega a 3,5° severně Orlí mlhovina, 1,5° jihozápadně leží hvězdné mračno ve Střelci a 3° jihovýchodně otevřená hvězdokupa M25.
M18 je možno jednoduše pozorovat z většiny obydlených oblastí Země, protože má dostatečně nízkou jižní deklinaci. Přesto je velmi těžko pozorovatelná v severní Evropě a Kanadě, tedy blízko polárního kruhu a ve střední Evropě zůstává poměrně nízko nad obzorem. Na jižní polokouli je hvězdokupa dobře viditelná vysoko na obloze během jižních zimních nocí a v jižní části tropického pásu je možno ji vidět přímo v zenitu. Nejvhodnější období pro její pozorování na večerní obloze je od června do října.

## Historie pozorování
Hvězdokupu M18 objevil Charles Messier 3. června 1764 a popsal ji takto: "Hvězdokupa s malými hvězdami, kousek pod M17; obklopená jemnou mlhovinou. Poněkud slabší než M16. V dalekohledu o délce 3,5 stopy vypadá jako mlhovina, ale ve větším dalekohledu není vidět nic jiného než hvězdy. Průměr 5'." John Herschel ji popsal jako málo zhuštěnou hvězdokupu chudou na hvězdy.

## Vlastnosti
M18 obsahuje především hvězdy spektrálního typu B3, což naznačuje, že je velmi mladá - její stáří se odhaduje na 17 milionů let. Její nejjasnější hvězdy jsou přibližně 9. magnitudy.
Hvězdokupa je od Země vzdálená přibližně 4 230 ly, takže při uvažovaném zdánlivém průměru 9' je její skutečný průměr přibližně 17 ly.